# 改貌站
改貌站是位于贵州省贵阳市花溪区的一个铁路车站，邮政编码550029。车站建于1987年，有贵阳南环线和贵阳南站下行到达场联络线经过该站，现办理货运业务，车站及其上下行区间均已电气化。隶属成都铁路局贵阳南站，是四等站。
2011年5月30日建成改貌铁路货运中心，内设综合性货场和集装箱办理站，为贵阳市最大的货运站，也是当时贵州省规模最大的铁路集装箱办理站。站内设有通往中国石油天然气股份有限公司贵州销售分公司和中央储备粮贵阳直属库的专用线。